# CJK
CJK (Abkürzung für die chinesische, japanische und koreanische Schrift; englisch Chinese-Japanese-Korean) ist ein Begriff, der vor allem in der elektronischen Datenverarbeitung in Bezug auf die Schriften verwendet wird, die die chinesischen Schriftzeichen (chinesisch 漢字 / 汉字, Pinyin Hànzì) verwenden oder verwendet haben, in Japan Kanji und in Nord- und Südkorea Hanja.
Ebenfalls zu finden ist die Form CJKV, die neben den drei Schriften für CJK auch Vietnamesisch miteinbezieht und der Tatsache Rechnung trägt, dass auch dort chinesische Schriftzeichen (Hán tự) bzw. ein davon abgeleitetes Schriftsystem namens Chữ nôm verwendet wurde.
CJK wird oft im Zusammenhang mit der Lokalisierung bzw. Internationalisierung gebraucht, u. a. im Standard Unicode (Unicodeblock Vereinheitlichte CJK-Ideogramme), der die CJK-Schriftzeichen vereinheitlicht abbildet (siehe Han-Vereinheitlichung).